# میرزای شیرازی
سید محمدحسن حسینی شیرازی مشهور به میرزای شیرازی و میرزای مجدد (۴ اردیبهشت ۱۱۹۴ – ۱ اسفند ۱۲۷۳) فقیه و مرجع تقلید شیعه ایرانی (مرجعیت عام شیعیان از سال ۱۲۴۳) و صاحب حکم تحریم تنباکو بود.
پس از فوت مرتضی انصاری شوشتری در سال ۱۲۴۳، مرجعیت عامه شیعه به او منتقل شد و نزدیک به ۳۰ سال در این مقام به رفع مشکلات مردم و اداره حوزه‌های علمیه مشغول بود. سید محمدحسن حسینی شیرازی مرجع عام شیعه در سن ۸۲ سالگی در سامرا درگذشت. آرامگاه او در یکی از حجرات صحن حرم علی بن ابی‌طالب در شهر نجف قرار دارد، سید صادق حسینی شیرازی و سید مرتضی حسینی شیرازی از نوادگان او هستند.

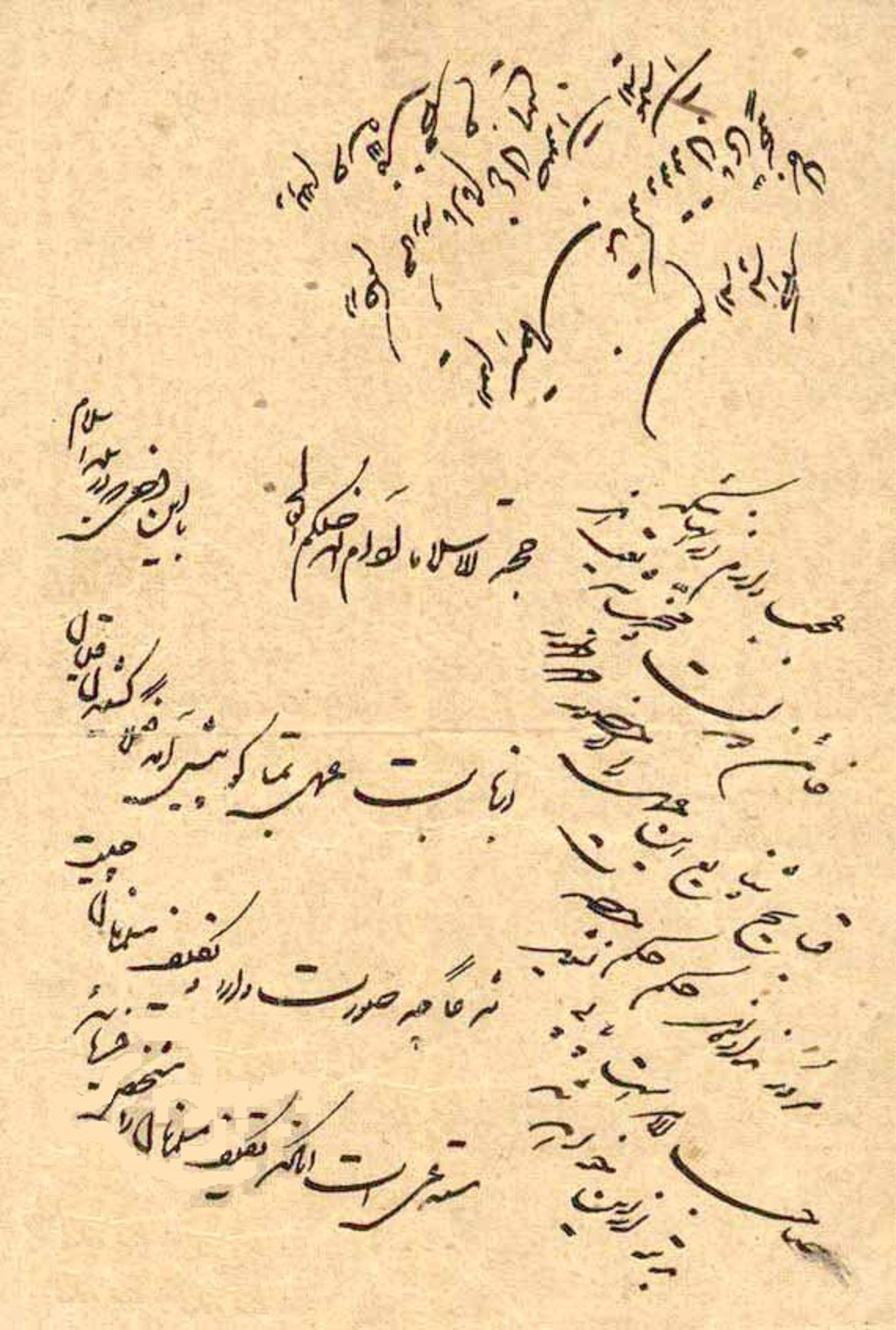
متن فتوای میرزای شیرازی دربارهٔ تحریم تنباکو

## سال‌های آغازین

### تولد
او ۱۵ جمادی‌الاول ۱۲۳۰ در محله «درب شاهزاده» شیراز متولد. پدرش میرزا سید محمود شیرازی خطاطی برجسته بود و در نوشتن نستعلیق مهارت داشت. میرزا حسن در دوران طفولیت پدرش را از دست داد و سرپرستی او و برادرش اسدالله، به عهده دائی‌اش میرزا سید حسین موسوی افتاد.

### تحصیلات اولیه
میرزا حسن از سن چهار سالگی زیر نظر استادی که دایی‌اش میرزا سید حسین شیرازی، برای تعلیم او فراخوانده بود، مشغول یادگیری کتابت شد. بعد از یادگیری قرائت و کتابت فارسی، از تاریخ ۱۲۳۶ قمری به آموختن زبان عربی پرداخت و در سن هشت سالگی تحصیل مقدمات را به پایان رساند.
از آنجا که میرزا سید حسین می‌خواست خواهرزاده‌اش در آینده به وعظ و خطابت بپردازد، او را به میرزا ابراهیم، نام‌آورترین خطیب شیراز سپرد. زیرنظر این استاد میرزا حسن مأمور تا روزی یک صفحه از ابواب‌الجنان قزوینی را از روی کتاب حفظ کند و فردا در مسجد وکیل برای مردم بخواند.
او سپس به فراگرفتن فقه و اصول مشغول شد. وی در دوازده سالگی پای درس شیخ محمدتقی، بزرگترین مدرس شرح لمعه در شیراز نشست. وی تا ۱۸ سالگی در درس‌های شیخ محمدتقی شرکت می‌کرد، تا آنکه به توصیه استادش برای ادامه تحصیل به اصفهان رفت.

### تحصیل در اصفهان
سید محمدحسن حسینی شیرازی به نوشته خود در تاریخ ۱۷ صفر ۱۲۴۸ قمری (۱۲۰۵ خورشیدی) وارد اصفهان شد. سپس در مدرسه صدر بازار حجره‌ای گرفت و به حلقه درس محمدتقی رازی پیوست. اما در ابتدا به دلیل کثرت شاگردان، امکان صحبت با استاد و پرسیدن سوالات برای او فراهم نمی‌شد. به همین دلیل به همراه چندتن از طلاب علاقه‌مند از استاد خواهش کردند که وقت معینی برای پرسش سوالات در اختیار آنان گذاشته شود. شیخ رازی از این پیشنهاد استقبال کرد و به دنبال آن در کنار جلسه عمومی درس، چندین جلسه خصوصی با حضور میرزا حسن و دوستانش برگزار شد که تا زمان فوت شیخ ادامه داشت.
او پس از درگذشت محمدتقی رازی، در درس میر سید حسن بیدآبادی، معروف به مدرس، حاضر شد و پیش از آغاز بیست سالگی از وی اجازه اجتهاد گرفت. او ده سال در اصفهان اقامت داشت و علاوه بر بیدآبادی از محضر محمدابراهیم کلباسی نیز استفاده کرد.

### در نجف
سید محمدحسن حسینی شیرازی در سال ۱۲۵۹ قمری (۱۲۲۱ خورشیدی) به کربلا رفت. سپس راه نجف را در پیش گرفت و در حوزه درس اساتیدی چون محمد حسن نجفی، حسن کاشف‌الغطا (فرزند شیخ جعفر کاشف‌الغطا) و سید احمد قزوینی شرکت جست. با فوت صاحب جواهر، او که هنوز خود را نیازمند تحقیق و مطالعه بیشتر روی مسائل فقه و اصول می‌دید، قصد بازگشت به شیراز را داشت؛ ولی پیش از عزیمت به پیشنهاد یکی از دوستانش در مجلس درس شیخ انصاری حضور یافت و با مشاهده احاطه علمی انصاری، شرکت در این جلسات را ادامه داد و در نجف ماندگار شد. معروف است که انصاری بارها می‌گفت من درسم را برای سه نفر می‌گویم: "محمدحسن شیرازی، میرزا حبیب‌الله رشتی و حسن نجم‌آبادی" او در درس شیخ انصاری کم سخن می‌گفت و معروف است که هنگام سخن گفتن صدایش به قدری آرام بود که شیخ برای شنیدن آن ناچار به سمت او خم می‌شد و شاگردان را امر به سکوت کرده و می‌گفت: «جناب میرزا سخن می‌گوید.»

## روش تدریس
سید موسی شبیری زنجانی از مراجع تقلید می‌گوید:
وقتی با شیخ مرتضی حائری که دارای فکر جوان بود و من اوائل بیع مکاسب را پیش ایشان خوانده‌ام مذاکره علمی می‌کردیم، مذاکره ما طول می‌کشید. ایشان می‌فرمود: برای تو درس میرزای شیرازی خوب است، چون بحث میرزا هفت ساعت طول می‌کشید!
شنیدم وقتی میرزا درس می‌گفته ابتدا مطلبی طرح و سپس از یک یک شاگردان نظرخواهی می‌کرد و هر یک نظر خود را مطرح می‌کردند. گاهی به میرزا خُرده می‌گرفتند که فلانی از نظر علمی در مرتبه‌ای نیست که از او نظرخواهی می‌کنید. میرزا می‌گفت: گاهی در همین صحبت‌های علمی جرقّه‌هایی به ذهن اشخاص می‌زند، من از آن جرقّه‌ها استفاده می‌کنم. وقتی میرزا همة انظار شاگردان را می‌شنید، خودش داوری و محاکمه می‌کرد.

## مرجعیت
مقلدین مرتضی انصاری پس از فوت او در سال ۱۲۸۱ قمری، به شاگردان متعددش رجوع می‌کردند. به این دلیل شاگردان برجسته وی، از جمله میرزا حسن آشتیانی، حسن نجم‌آبادی و میرزا عبدالرحیم نهاوندی و میرزا حبیب‌الله رشتی برای معرفی یکی از شاگردان انصاری به عنوان مرجع تقلید، شورایی تشکیل دادند و به پیشنهاد میرزای آشتیانی همگی بر صلاحیت میرزا محمدحسن شیرازی صحه نهادند.
در زمان مرجعیت میرزای شیرازی، میرزا سید محمدهاشم خوانساری نوه سید ابوالقاسم خوانساری (میرکبیر) در اصفهان زعامت و مرجعیت داشت و در سفر کوتاه و مهمی که جهت زیارت عتبات به عراق داشت، مدتی در سامرا ماند و در کنار میرزای شیرازی به تدریس خارج فقه و اصول، برای علما و روحانیون حوزه علمیه سامرا مشغول شد و به امور مردم رسیدگی می‌کرد.

## سفر حج
سید محمدحسن حسینی شیرازی در سال ۱۲۸۷ قمری برای انجام اعمال حج به [مکه] رفت. در این سفر شریف مکه به دیدار میرزا آمد و او را به خانه خود برد. میرزا حسن در این سفر قصد اقامت دائمی در [مدینه] داشت و زمانی که این امر ممکن نشد تصمیم به مجاورت در [مشهد] گرفت. اما در نهایت به [سامرا]رفت و تا پایان عمر در آن شهر سکونت داشت.

## فعالیت‌های سیاسی و اجتماعی
- یکی از مهم‌ترین حوادثی که در ایام زعامت او رخ داد، نهضت تحریم تنباکو بود. پس از اعطای امتیاز انحصار توتون و تنباکو به کمپانی رژی در شهرهای مختلف ایران، مردم به پیشتازی شاگردان میرزای شیرازی دست به اعتراضات گسترده‌ای زدند. ابتدا در شیراز سید علی‌اکبر فال اسیری (داماد و مشاور مرحوم میرزا) و در تبریز جواد مجتهد تبریزی و میرزا یوسف مجتهد قراجه داغی مخالفت خود را آشکار نموده و سپس مراتب به اطلاع میزای شیرازی رسانده شد که منجر به ارسال تلگراف اول و دوم میرزای شیرازی به ناصرالدین شاه گردید. متعاقبا پس از سخت گیری شرکت رژی به تنباکو کاران، اصفهان آغازگر رسمی تحریم تنباکو با هدایت آقا نجفی اصفهانی گردید. پس از برگزاری جشن افتتاحیه شرکت رژی در محل دفتر آن و قبل از آغاز اجرای سراسری انحصار تجارت تنباکو در سراسر کشور، دستخط میرزای شیرازی در خصوص تحریم تنباکو تنها به میرزا حسن آشتیانی در تهران ارسال گردید. [۹] در ابتدا حکومت قبول کرد که انحصار را تنها در تجارت داخلی بردارد ولی در تجارت خارجی انحصار کماکان برقرار باشد. ولی پس از مقابله علمای تهران با این توطئه و اوج گیری اعتراضات مردم و دستور شاه به میرزا حسن آشتیانی در خصوص شکستن تحریم یا خروج از کشور و بروز شورش توسط زنان در محله سنگلج تهران و تعطیلی تمامی دکانهای تهران و تظاهرات به سمت ارگ و به هم زدن سخنرانی میرزا زین‌العابدین ظهیرالاسلام که به نفع شاه مردم را تهدید می نمود منجر به حکم ناصرالدین شاه به لغو کامل قرارداد رژی گردید. [۱۰] [۱۱] متن حکم میرزای شیرازی بدین شرح است:

«بسم‌الله الرحمن الرحیم الیوم استعمال تنباکو و توتون بای نحو کان در حکم محاربه با امام زمان علیه‌السلام است. حرره الاقل محمدحسن الحسینی.»
- دفاع از شیعیان مظلوم افغانستان در سال ۱۳۰۹ هجری قمری[۱۴] در زمان عبدالرحمان خان که مردمان هزاره مورد ستم این امیر قرار گرفتند، تعداد زیادی از آنها به سوی خراسان و بلوچستان فرار کردند و نزد میرزا سید حسن شیرازی شکایت کردند. وی تلگرافی به ناصرالدین شاه فرستاد و شاه هم به ملکه انگلیس تلگرافی فرستاد و ملکه ویکتوریا را از ستم امیر عبدالرحمن علیه هزاره‌ها آگاه کرد.[۱۵]
- ایجاد وحدت تشیع در سال ۱۳۱۱ قمری[۱۶]
- تربیت و اعزام مبلغان ویژه برای مناطق حساس و زیر سلطه نظیر هند، کشمیر، افغانستان، قفقاز، … و عراق
- جلوگیری از تجاوز به حقوق مسلمان
- جلوگیری از خرید زمین‌های شهر طوس توسط سرسپردگان
- فرستادن نماینده خود به مناطق حساس ایران همانند سید مصطفی موسوی خمینی
- حامی، مدافع و راهنمای استاد استناد علامه  حسین محدث نوری بنیان‌گذار عقل‌گرایی شیعه در فرهنگ اسلامی ایران
- آموزش نسل بنیانگذاران و رهبران «مشروطه مشروعه» شیخ فضل‌الله نوری، آقا نجفی اصفهانی، ...
- استاد اصلی استادانی همانند عبدالکریم حائری یزدی (بنیان‌گذار حوزهٔ علمیهٔ قم) و میرزا جواد ملکی تبریزی که دو نسل از رهبران انقلاب اسلامی ایران را آموزش دادند.

## برخوردهای متناسب در موقعیت‌های مختلف
سید موسی شبیری زنجانی از مراجع تقلید می‌گوید: حاج آقا رضا زنجانی از والدشان سید محمد موسوی زنجانی نقل کرد که می‌گفت یکی از آقایان می‌گفت که من سه برخورد با میرزای شیرازی داشتم: یک دفعه با یکی از همشهری‌ها نزد میرزای شیرازی رفتیم. در آن برخورد میرزا تمام قد برای ما بلند شد. یک مرتبه خصوصی نزد میرزا رفتم. ایشان یک «یا الله» گفت و نشستیم. یک بار هم در درس شرکت کردم و ایشان اصلاً متوجّه من نشد. میرزا به تناسب سه موقعیت سه برخورد مختلف داشت. ایشان برای حفظ احترام ما پیش همشهری‌ها تمام قد بلند شد، ولی در درس هیچ گونه توجّهی نکرد. خلاصه، ایشان فوق‌العاده عاقل بود و هر جا در وقت خودش و در جای خودش رفتار متناسبی داشت.

## درگذشت
سید محمدحسن حسینی شیرازی در روز دوشنبه ۱ اسفند ۱۲۷۳ (۲۴ شعبان ۱۳۱۲) در سن ۸۲ سالگی در سامرا درگذشت و پس از تشییع در سامرا و انتقال پیکرش به نجف در حرم علی بن ابی‌طالب دفن شد.

## در نگاه دیگران
سید محسن امین از علما و فقهای شیعه در کتاب اعیان الشیعه می‌نویسد:
او یکی از بزرگان و مشاهیر مدرسین در علم اصول و مربی علما بود. از حوزهٔ درس ایشان اکثر فقهای عصر که شاگرد او بودند، فارغ‌التحصیل شدند. علاوه بر این، ایشان از علمای مجدد اسلام به حساب می‌آید. وی از نبوغ سیاسی ویژه‌ای برخوردار بود. علامه سید حسن صدر که خود یکی از مجتهدین بزرگ کاظمین و از شاگردان بزرگ میرزا بوده‌است در کتاب خود «تکملة امل الآمل» در بارهٔ سید حسن شیرازی می‌نویسد: او مجدد احکام (اسلامی) بود و تدبیر و اندیشهٔ سیاسی او سیاستمداران را متحیر می‌کرد و علما و سلاطین در امور سیاسی به او رجوع می‌کردند.»
سید روح‌الله خمینی در مورد میرزای شیرازی می‌نویسد: «نصف سطر میرزای شیرازی رضوان الله تعالی علیه، مملکت ما را از توی حلقوم خارجی‌ها بیرون کشید».

## تألیفات
برخلاف نظر مرتضی مطهری، میرزا، نوشته‌ها و تحریراتی در فقه و اصول داشته، ولی به دلیل اینکه خود آن‌ها را ناچیز می‌دانسته حاضر به انتشارشان درمیان مردم نبوده‌است با این حال بعضی از آن‌ها مشاهده شده‌است سید محمد تقی اصفهانی، یکی از شاگردان میرزا نقل می‌کند که میرزا در هنگام درس اشاره داشت که این مطلب را در رساله طهارت و صلوة به‌طور مفصل آورده‌ام هم ایشان می‌گفت که میرزا اسماعیل شیرازی پسر عموی میرزا، نسخه‌ای از رساله اجتماع الامر والنهی به خط خود میرزا در اختیار دارد سید محمد تقی باز یادآوری می‌کند که یادداشتهایی را که دیده‌است، در آن سؤالات میرزا و جوابهای شیخ انصاری بوده، ونیز حاشیه‌ای را که بر نجاة العباد و دیگر رساله‌ها زده‌است، همگی را مشاهده کرده‌است تألیفات وی عبارتند از:
- کلمه الامام الحسن

رساله فقهی:
- کتاب الطهاره تا مبحث وضو
- کتاب الصلوه تا بحث
- رساله‌ای در رضای (اعیان الشیعه ج ۵٫۳۰۸)
- رساله‌ای در مشتق.
- کتاب المکاسب تا پایان معاملات
- حاشیه بر نجاه العباد
- تعلیقه بر کتاب معاملات وحید بهبهانی
- تعلیقه بر کتاب شرح لمعه

رساله‌های اصول:
- رساله‌ای دراجتماع امر و نهی
- تقریرات درس اصول مرتضی انصاری (دوره کامل)
- تعلیقات بر فرائدالاصول مرتضی انصاری

## شاگردان
میرزای شیرازی شاگردان برجسته‌ای تربیت کرد که نام‌های برخی از آنان عبارت است از:
1. سید محمدباقر درچه‌ای[۲۰]
2. عبدالکریم حائری یزدی
3. محمدکاظم خراسانی
4. محمد جعفر شبر[۲۱]
5. میرزا محمدتقی شیرازی
6. سید اسماعیل صدر
7. سید حسین طباطبایی قمی[۲۲][۲۳]
8. سید محمدکاظم طباطبایی یزدی
9. سید حسین علوی سبزواری
10. سید علی اکبر فال اسیری
11. میرزا موسی فقیه سبزواری[۲۴]
12. اسماعیل کوه‌سرخی
13. سیدعبدالحسین نجفی لاری
14. سید عبدالباقی موسوی شیرازی[۲۵]
15. میرزا حسین نائینی
16. محمدتقی نجفی اصفهانی یا آقا نجفی اصفهانی
17. میرزا حسین نوری یا علامه محدث نوری
18. شیخ فضل‌الله نوری

حسین محدث نوری در نجف اشرف در درس میرزای بزرگ، شرکت می‌جست و زمانی که میرزا به سامرا هجرت کرد وی به همراه ملا فتحعلی سلطان‌آبادی و دامادش شیخ فضل‌الله نوری، نخستین کسانی بودند که به دنبال میرزا به سامرا هجرت کردند و در آنجا به او پیوستند. محدث نوری به تدریج به یکی از شاگردان مبرز میرزای شیرازی تبدیل شد به‌طوری که آقابزرگ تهرانی دربارهٔ او چنین می‌گوید:
«علامه نوری از بزرگترین و قدیمی‌ترین و بزرگوارترین اصحاب مجدد شیرازی بود. میرزا کارهای با اهمیت را به او ارجاع می‌داد و رای از او صادر می‌ش۲ثد! در بین شاگردان میرزا، از آن معدود مردانی بود که در آفاق و اکناف عالم برجسته و شناخته شده بود. نامه‌هایی که از شهرها و نقاط مختلف جهان به خانه مرجعیت سرازیر شد غالباً توسط نوری به دست میرزا می‌رسید و بیشتر جواب نامه‌ها به وسیله او و به قلم او نوشته می‌شد. خواسته‌های مهاجرین و پناهندگان به خانه مرجعیت به سعی و تلاش او برآورده می‌شد»
سید علی اکبر فال اسیری داماد و مشاور میرزای شیرازی است که در نامه‌های خود از وی تمجید می‌کرد. وی در شیراز فتوا می‌داده و رساله عملیه اش در حال حاضر در کتابخانهٔ شهید آیت‌الله دستغیب شیراز است از جمله دارای مسایلی در مورد تعیین قبله، مصارف زکات، حق فقرا و مساکین، و توضیحاتی در بارهٔ اصول دین دارد که می‌گویند قبلاً به آن پرداخته نشده‌است.
تهرانی‌ها از میرزای شیرازی می‌پرسند که آیا اجازه می‌دهید در احتیاطات شما، به حاج شیخ فضل‌الله نوری مراجعه کنیم. شیخ فضل‌الله از شاگردان میرزا بود و میرزا هم به وی عنایت داشت؛ ولی با وجود میرزا حبیب‌الله رشتی و محمد حسین کاظمینی و زین العابدین مازندرانی که همسطح میرزا بودند، میرزا نمی‌خواست به شیخ فضل‌الله ارجاع بدهد و خلاف شرع مرتکب شود و از طرفی هم می‌خواست حیثیت و احترام شیخ فضل‌الله حفظ شود، لذا ایشان در جواب نوشته بود: ما گفته‌ایم احتیاطات ما را به غیر مراجعه کنید، ایشان خود ما هستند.
میرزای شیرازی شیخ را به منزله «نفس خویش» می‌شمرد و معروف است در پاسخ این سؤال که آیا اجازه می‌دهید به عنوان ارجاع احتیاطات فتوا به «غیر»، به شیخ رجوع کنیم؟ فرموده بود: میان من و شیخ فضل‌الله نوری، غیریتی نیست؛ او «خود من» و «نفس من» است! سخن میرزای شیرازی در جواب یکی از اهالی تهران که برای حل مسائل شرعی به ایشان مراجعه کرده بود، دال بر عظمت علمی ایشان است که فرموده بود: «مگر شیخ فضل‌الله در تهران نیست که به من مراجعه می‌کنید؟
سید احمد زنجانی، مرجع فقید قم، نیز داوری چون بزرگان یاد شده دارد: «شیخ فضل‌الله نوری از شاگردان حاج میرزا حسن شیرازی بود. در مرکز، استخوان علمیش محکم بود. تقریباً آن روز از جهت ریاست، شخص اوّل بود». آخوند ملا قربانعلی زنجانی هم همین را تکرار می‌کند.
سه رساله از هفت رساله نوشته شده توسط شیخ فضل‌الله نوری (فضل‌الله آل کیا کجوری طبرسی مازندرانی) از خاندان رستمدار دربارهٔ نظرات میرزای شیرازی است:
- رساله فی المشتق که تقریرات درس میرزای شیرازی است (در تهران به تاریخ ۱۳۰۵ منتشر شد).
- رساله سؤال و پاسخ، حاوی ۲۳۶ پرسش از میرزای شیرازی (در تهران به تاریخ ۱۳۰۵ منتشر شد).
- رساله سؤال و پاسخ، حاوی ۶۰ پرسش از میرزای شیرازی[۳۳] (در تهران به تاریخ ۱۳۰۶ منتشر شد).

که مهم‌ترین و معتبرترین سندهای تاریخی در شناخت میرزا سید محمدحسن حسینی شیرازی بشمار می‌روند.